# Ptychadena ingeri
Ptychadena ingeri là một loài ếch trong họ Ptychadenidae.
Nó được tìm thấy ở Cộng hòa Dân chủ Congo và có thể cả Sudan.
Các môi trường sống tự nhiên của chúng là xavan ẩm, đồng cỏ nhiệt đới hoặc cận nhiệt đới vùng ngập nước hoặc lụt theo mùa, sông, đầm nước, đầm nước ngọt, và đầm nước ngọt có nước theo mùa.